# 1978 no desporto

## Atletismo
- 1 de janeiro - O colombiano Domingo Tibaduíza vence a Corrida de São Silvestre de São Paulo.
- 11 de março - O soviético Vladimir Yashchenko bate o recorde mundial de salto em altura em pista coberta, ao transpor 2,35 m em Milão.
- 19 de maio - O norte-americano Mike Tully bate o recorde do mundo de salto com vara, no estado de Oregon, transpondo a fasquia a 5,71 metros.
- 27 de junho - O queniano Henry Rono bate o recorde mundial dos 3000 metros com o tempo de 7min32sec1.
- 2 de julho - Marita Koch, da Alemanha Oriental estabelece novo recorde do mundo dos 400 metros, com 49,19 segundos, durante os campeonatos do seu país disputados em Leipzig.
- 9 de julho - O soviético Boris Zaichuk consegue novo recorde mundial do lançamento do martelo, com 80,14 metros, durante os campeonatos nacionais em Moscovo.

## Automobilismo
- 29 de janeiro - Carlos Reutemann vence o GP do Brasil e Emerson Fittipaldi chega em 2º. A colocação do piloto brasileiro é o melhor resultado da equipe Coopersucar-Fittipaldi, na estreia da corrida em Jacarepaguá, no Rio de Janeiro.[1]
- 16 de julho - Ayrton Senna é campeão brasileiro de kart.[2]
- 29 de julho - O estreante Nelson Piquet larga na 21ª posição.[3]
- 30 de julho - Nelson Piquet estreia na Fórmula 1 no GP da Alemanha.[4]
- 10 de setembro - Mario Andretti é campeão mundial de Fórmula 1 com duas provas de antecedência, mas a conquista do título do piloto da Lotus foi ofuscada, porque o sueco Ronnie Peterson (companheiro de Andretti na Lotus) sofre um grave acidente logo na largada.[5]
- 11 de setembro - Infelizmente Peterson não resiste às lesões sofridas e falece na manhã de segunda-feira.[6]
- 17 de setembro - Ayrton Senna é sexto colocado no mundial de kart.[7][8]
- 23 de setembro - Nelson Piquet assina contrato com a Brabham.[9]

## Basquete
- 30 de maio - A equipa feminina da União Soviética conquista o título europeu, batendo na última jornada a Hungria por 119-72.
- 14 de outubro - Termina nas Filipinas a 8ª edição do Campeonato Mundial de Basquetebol Masculino. A Iugoslávia sai vencedora, após bater a União Soviética na final, por 82-81.

## Boxe
- O norte-americano Leon Spinks vence aos pontos Muhammad Ali, em Nova Iorque, arrebatando-lhe o título mundial de Pesos-Pesados.

## Ciclismo
- 14 de maio - O francês Bernard Hinault ganha a Volta a Espanha, com cerca de três minutos de vantagem sobre o segundo classificado.
- 23 de julho - Bernard Hinault (França) vence a 65ª edição da Volta à França em bicicleta. O português Joaquim Agostinho classifica-se em terceiro lugar.

## Futebol
- 5 de março - O São Paulo vence o Atlético Mineiro no Mineirão por 3 a 2 (0 a 0 no tempo normal) nas cobranças de pênaltis, tornando-se campeão Brasileiro de 1977. É o primeiro título do Tricolor Paulista.[10]
- 3 de maio - O Anderlecht da Bélgica ganha a Taça das Taças, ao bater na final, realizada em Paris, o Austria de Viena, por 4-0.
- 9 de maio - O PSV Eindhoven, da Holanda, ganha a Taça UEFA, derrotando em casa o Bastia de França por 3-0.
- 10 de maio - O Liverpool vence, pela segundo ano consecutivo, a Taça dos Campeões Europeus, batendo na final, realizada no Estádio de Wembley em Londres, o Club Brugge da Bélgica por 1-0.
- 11 de junho - O Porto vence o Campeonato português de futebol pela primeira vez em vinte anos.
- 25 de junho - A Argentina conquista pela primeira vez o título da Copa do Mundo de futebol.
- 13 de agosto - O Guarani vence o Palmeiras por 1 X 0 no Brinco de Ouro da Princesa, em Campinas, e torna-se Campeão Brasileiro de Futebol pela primeira vez.[11] No jogo de ida, o Bugre venceu também por 1 X 0 no Morumbi.

## Hóquei em Patins
- 11 de fevereiro - O Benfica vence a A. D. Oeiras por 6-3 e conquista, pela primeira vez, a Taça de Portugal.
- 14 de maio - A Espanha sagra-se campeã da Europa de juniores, vencendo Portugal, no jogo decisivo, por 1-0.

## Natação
- 6 de janeiro - Michelle Ford, da Austrália, bate o recorde mundial dos 800 metros livres ao fazer a marca de 8:34,86 m, em Brisbane.
- 7 de abril - A soviética Yulia Bogdanova bate o recorde mundial dos 200 metros bruços, em Leninegrado, com o tempo de 2:33,22 m.
- 24 de agosto - A soviética Lina Kačiušytė bate o recorde mundial dos 200 metros bruços, em Berlim ocidental, com o tempo de 2:31,42 m.

## Patinagem artística
- A dupla Irina Rodnina e Alexandr Zaitsev, da União Soviética, conquista, pela sexta vez consecutiva, o título europeu de pares, nos campeonatos que decorrem em Estrasburgo.

## Triatlo
- Tem lugar no Havai a primeira competição importante de triatlo, o Ironman Triathlon.

## Vela
- 22 de julho - A equipa soviética Mikhail Kordgavtsev / E. Tereshkin sagra-se campeã europeia da classe 470, numa competição disputada em Cascais.

## Nascimentos
| Data            | Nome                    | Profissão                      | Nacionalidade              | Observações | Ref    |
| --------------- | ----------------------- | ------------------------------ | -------------------------- | ----------- | ------ |
| 5 de janeiro    | Franck Montagny         | automobilista                  | França                     |             |        |
| 9 de janeiro    | Gennaro Gattuso         | futebolista                    | Itália                     |             |        |
| 30 de janeiro   | Jaime Correia           | automobilista                  | Portugal                   |             |        |
| 12 de janeiro   | Bonaventure Kalou       | futebolista                    | Costa do Marfim            |             |        |
| 18 de janeiro   | Bogdan Lobonţ           | futebolista                    | Roménia                    |             |        |
| 20 de janeiro   | Luciano Zauri           | futebolista                    | Itália                     |             |        |
| 25 de janeiro   | Claiton                 | futebolista                    | Brasil                     |             |        |
| 28 de janeiro   | Gianluigi Buffon        | futebolista                    | Itália                     |             |        |
| 28 de janeiro   | Jamie Carragher         | futebolista                    | Inglaterra                 |             |        |
| 7 de fevereiro  | Daniel Van Buyten       | futebolista                    | Bélgica                    |             |        |
| 15 de fevereiro | Alejandro Lembo         | futebolista                    | Uruguai                    |             |        |
| 16 de fevereiro | Tia Hellebaut           | atleta, saltadora em altura    | Bélgica                    |             |        |
| 18 de fevereiro | Josip Šimunić           | futebolista                    | Croácia                    |             |        |
| 18 de fevereiro | Rubén Xaus              | motociclista                   | Espanha                    |             |        |
| 22 de fevereiro | Marko Ciurlizza         | futebolista                    | Peru                       |             |        |
| 27 de fevereiro | Kakhaber Kaladze        | futebolista                    | Geórgia                    |             |        |
| 27 de fevereiro | Yelena Vasilevskaya     | jogadora de vôlei              | Rússia                     |             |        |
| 3 de março      | Formiga                 | futebolista                    | Brasil                     |             |        |
| 3 de março      | Nicolas Kiesa           | automobilista                  | Dinamarca                  |             |        |
| 9 de março      | Simon Abadie            | automobilista                  | França                     |             |        |
| 11 de março     | Didier Drogba           | futebolista                    | Costa do Marfim            |             |        |
| 8 de março      | Fernando Lúcio da Costa | futebolista                    | Brasil                     |             |        |
| 8 de março      | Nen                     | futebolista                    | Brasil                     |             |        |
| 22 de março     | Walter Samuel           | futebolista                    | Argentina                  |             |        |
| 24 de março     | Tomáš Ujfaluši          | futebolista                    | Chéquia                    |             |        |
| 1 de abril      | Vitor Belfort           | lutador                        | Brasil                     |             |        |
| 3 de abril      | Tommy Haas              | tenista                        | Alemanha                   |             |        |
| 5 de abril      | Dwain Chambers          | atleta, velocista              | Inglaterra                 |             |        |
| 9 de abril      | Dmitriy Byakov          | futebolista                    | Cazaquistão                |             |        |
| 13 de abril     | Carles Puyol            | ex-futebolista                 | Espanha                    |             |        |
| 9 de abril      | Jorge Andrade           | futebolista                    | Portugal                   |             |        |
| 18 de abril     | Luciano Pagliarini      | ciclista                       | Brasil                     |             |        |
| 19 de abril     | Gabriel Heinze          | futebolista                    | Argentina                  |             |        |
| 22 de abril     | Esteban Tuero           | automobilista                  | Argentina                  |             |        |
| 9 de maio       | Leandro Cufré           | futebolista                    | Argentina                  |             |        |
| 13 de maio      | Ediglê Quaresma Farias  | futebolista                    | Brasil                     |             |        |
| 15 de maio      | Dwayne De Rosario       | futebolista                    | Canadá                     |             |        |
| 16 de maio      | Hoover Orsi             | automobilista                  | Brasil                     |             |        |
| 18 de maio      | Helton da Silva Arruda  | futebolista                    | Brasil                     |             |        |
| 18 de maio      | Ricardo Carvalho        | futebolista                    | Portugal                   |             |        |
| 25 de maio      | Fabio Firmani           | futebolista                    | Itália                     |             |        |
| 29 de maio      | Sébastien Grosjean      | tenista                        | França                     |             |        |
| 30 de maio      | Akwá                    | futebolista                    | Angola                     |             |        |
| 30 de maio      | Nicolás Olivera         | futebolista                    | Uruguai                    |             |        |
| 30 de maio      | Lyoto Machida           | lutador de MMA.                | Brasil                     |             |        |
| 5 de junho      | Fernando Meira          | futebolista                    | Portugal                   |             |        |
| 9 de junho      | Miroslav Klose          | futebolista                    | Alemanha                   |             |        |
| 13 de junho     | Richard Kingson         | futebolista                    | Gana                       |             |        |
| 17 de junho     | Isabelle Delobel        | patinadora artística           | França                     |             |        |
| 17 de junho     | Masato Uchishiba        | judoca                         | Japão                      |             |        |
| 19 de junho     | Dirk Nowitzki           | basquetebolista                | Alemanha                   |             |        |
| 20 de junho     | Frank Lampard           | futebolista                    | Inglaterra                 |             |        |
| 21 de junho     | Cristiano Lupatelli     | futebolista                    | Itália                     |             |        |
| 22 de junho     | Dan Wheldon             | automoblilista                 | Reino Unido                | m. 2011     | [ 12 ] |
| 24 de junho     | Juan Román Riquelme     | futebolista                    | Argentina                  |             |        |
| 24 de junho     | Shunsuke Nakamura       | futebolista                    | Japão                      |             |        |
| 2 de julho      | Kossi Agassa            | futebolista                    | Togo                       |             |        |
| 2 de julho      | Matteo Bobbi            | automobilista                  | Itália                     |             |        |
| 4 de julho      | Émile Mpenza            | futebolista                    | Bélgica                    |             |        |
| 9 de julho      | Fernando Prass          | futebolista                    | Brasil                     |             |        |
| 19 de julho     | Jonathan Zebina         | futebolista                    | França                     |             |        |
| 22 de julho     | Dennis Rommedahl        | futebolista                    | Dinamarca                  |             |        |
| 24 de julho     | Andy Irons              | surfista                       | Estados Unidos             | m. 2010     | [ 13 ] |
| 31 de julho     | Justin Wilson           | automobilista                  | Reino Unido                | m. 2015     | [ 14 ] |
| 3 de agosto     | Collin Benjamin         | futebolista                    | Namíbia                    |             |        |
| 8 de agosto     | Alexander Medina        | futebolista                    | Uruguai                    |             |        |
| 13 de agosto    | Benjani Mwaruwari       | futebolista                    | Zimbabwe                   |             |        |
| 17 de agosto    | Roger Galera Flores     | futebolista                    | Brasil                     |             |        |
| 17 de agosto    | Mehdi Baala             | atleta, meio-fundista          | França                     |             |        |
| 23 de agosto    | Kobe Bryant             | jogador de basquete            | Estados Unidos             | m. 2020     | [ 15 ] |
| 26 de agosto    | Pablo Horacio Guiñazú   | futebolista                    | Argentina                  |             |        |
| 29 de agosto    | Celestine Babayaro      | futebolista                    | Nigéria                    |             |        |
| 29 de agosto    | Déborah Anthonioz       | snowboarder                    | França                     |             |        |
| 30 de agosto    | Maksim Shatskikh        | futebolista                    | Uzbequistão                |             |        |
| 6 de setembro   | Emerson Sheik           | futebolista                    | Catar · Brasil (nasc.)     |             |        |
| 7 de setembro   | Wellington Monteiro     | futebolista                    | Brasil                     |             |        |
| 9 de setembro   | Mariano Puerta          | tenista                        | Argentina                  |             |        |
| 14 de setembro  | Mario Regueiro          | futebolista                    | Uruguai                    |             |        |
| 15 de setembro  | Eiður Guðjohnsen        | futebolista                    | Islândia                   |             |        |
| 19 de setembro  | Vanessa Gusmeroli       | patinadora artística           | França                     |             |        |
| 22 de setembro  | Harry Kewell            | futebolista                    | Austrália                  |             |        |
| 25 de setembro  | Sajjadul Hasan          | jogador de críquete            | Bangladesh                 | m. 2007     | [ 16 ] |
| 26 de setembro  | Mārtiņš Rubenis         | piloto de luge                 | Letônia                    |             |        |
| 3 de outubro    | Gerald Asamoah          | futebolista                    | Alemanha · Gana (nasc.)    |             |        |
| 11 de outubro   | Matthew Conger          | árbitro futebolístico          | Nova Zelândia              |             |        |
| 12 de outubro   | Georg Hettich           | esquiador de combinado nórdico | Alemanha                   |             |        |
| 13 de outubro   | Jermaine O'Neal         | jogador de basquete            | Estados Unidos             |             |        |
| 19 de outubro   | Enrique Bernoldi        | automobilista                  | Brasil                     |             |        |
| 23 de outubro   | Archie Thompson         | futebolista                    | Austrália                  |             |        |
| 6 de novembro   | Zak Morioka             | automobilista                  | Brasil                     |             |        |
| 7 de novembro   | Rio Ferdinand           | futebolista                    | Inglaterra                 |             |        |
| 8 de novembro   | Ali Karimi              | futebolista                    | Irão                       |             |        |
| 11 de novembro  | Eric Addo               | futebolista                    | Gana                       |             |        |
| 11 de novembro  | Jevgēņijs Saproņenko    | ginasta                        | Letônia                    |             |        |
| 13 de novembro  | Shen Xue                | patinadora artística           | China                      |             |        |
| 22 de novembro  | Francis Obikwelu        | atleta, velocista              | Nigéria/ Portugal          |             |        |
| 2 de dezembro   | Maëlle Ricker           | snowboarder                    | Canadá                     |             |        |
| 5 de dezembro   | Marcelo Zalayeta        | futebolista                    | Uruguai                    |             |        |
| 9 de dezembro   | Gastón Gaudio           | tenista                        | Argentina                  |             |        |
| 12 de dezembro  | Luciano Emilio          | futebolista                    | Brasil                     |             |        |
| 14 de dezembro  | Patty Schnyder          | tenista                        | Suíça                      |             |        |
| 17 de dezembro  | Manny Pacquiao          | boxeador e político            | Filipinas                  |             |        |
| 20 de dezembro  | Geremi Njitap           | futebolista                    | Camarões                   |             |        |
| 22 de dezembro  | Abel Ferreira           | técnico e ex-futebolista       | Portugal                   |             |        |
| 22 de dezembro  | Emmanuel Olisadebe      | futebolista                    | Polónia · Nigéria) (nasc.) |             |        |
| 24 de dezembro  | Yıldıray Baştürk        | futebolista                    | Turquia                    |             |        |

## Mortes
| Data           | Nome            | Profissão            | Nacionalidade  | Observações | Ref |
| -------------- | --------------- | -------------------- | -------------- | ----------- | --- |
| 14 de janeiro  | Harold Abrahams | atleta, velocista    | Reino Unido    | n. 1899     |     |
| 12 de março    | Theresa Weld    | patinadora artística | Estados Unidos | n. 1893     |     |
| 8 de setembro  | Ricardo Zamora  | futebolista          | Espanha        | n. 1901     |     |
| 11 de setembro | Ronnie Peterson | piloto de fórmula 1  | Suécia         | n. 1944     |     |
| 18 de setembro | John Crammond   | piloto de skeleton   | Reino Unido    | n. 1906     |     |
| 10 de outubro  | Ralph Metcalfe  | atleta, velocista    | Estados Unidos | n. 1910     |     |
| 20 de outubro  | Gunnar Nilsson  | piloto de fórmula 1  | Suécia         | n. 1948     |     |
| 20 de novembro | Olga Orgonista  | patinadora artística | Hungria        | n. 1901     |     |